# Jessica Barth

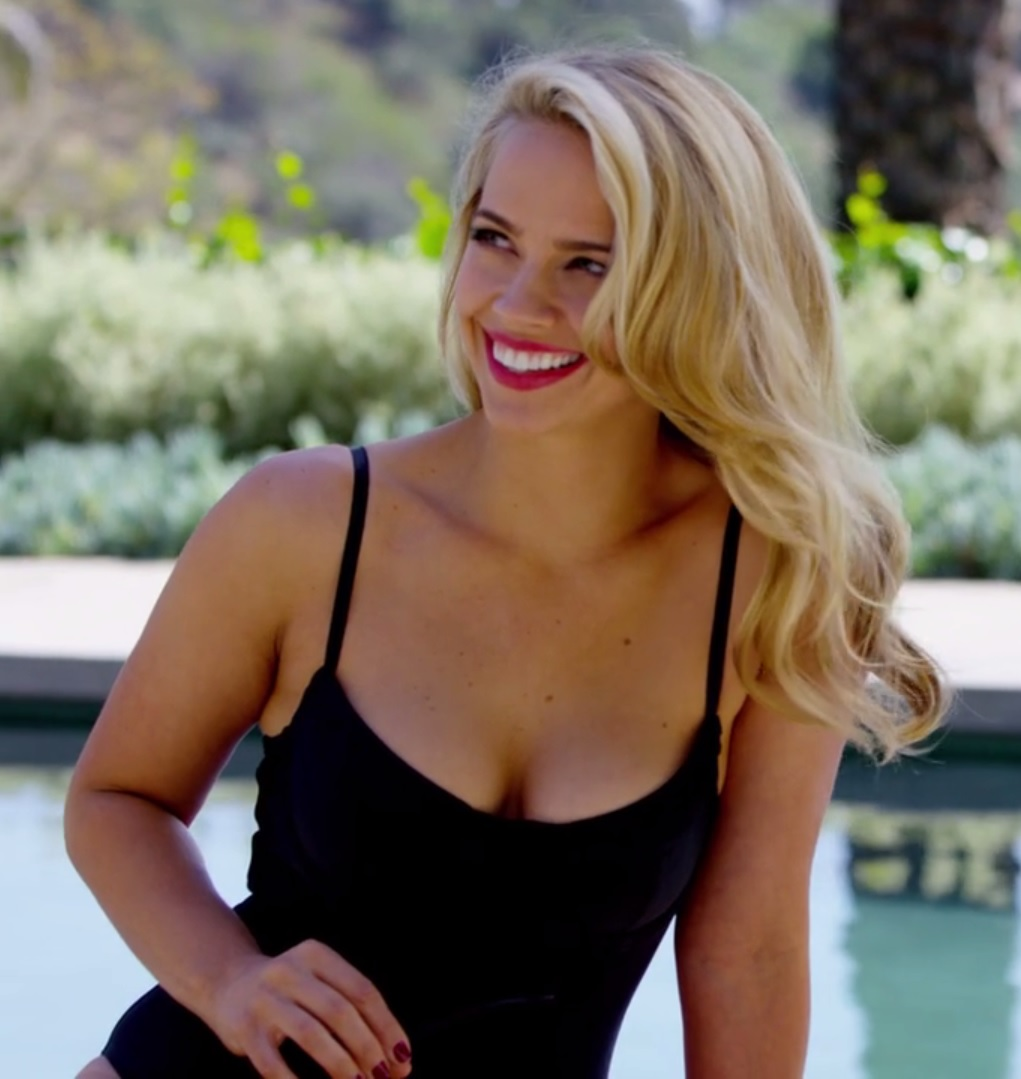
Jessica Barth

Jessica Barth (* 13. Juli 1978 in Philadelphia, Pennsylvania) ist eine US-amerikanische Schauspielerin.

## Leben
Jessica Barth wurde in Philadelphia geboren. Nach der Highschool besuchte sie Kurse am Wilma Theater in Philadelphia. Anschließend studierte sie zwei Jahre lang an der La Salle University in Philadelphia Kommunikationswissenschaften, schloss das Studium aber nicht ab. Danach machte sie ihren Bachelor an der West Chester University, wo sie Schauspiel und Kreatives Schreiben studierte.
Nach ihrem Studium zog Barth nach Los Angeles, um eine Karriere als Schauspielerin zu beginnen. Nachdem anfangs Rollenangebote ausblieben, begann sie in drei verschiedenen Restaurants als Kellnerin zu arbeiten, um ihre Miete zu bezahlen. Um weitere Bekanntheit zu erlangen, spielte sie in mehreren Theaterstücken mit. 2004 hatte sie ihre erste Rolle in der Fernsehserie The District – Einsatz in Washington. Weltweite Bekanntheit erlangte Barth aber erst einige Jahre später in Seth MacFarlanes Kinofilm Ted in der Rolle der Tami-Lynn neben weiteren bekannten Schauspielern wie Mila Kunis und Mark Wahlberg. Diese Rolle verkörperte sie auch in der Fortsetzung Ted 2.

## Filmografie

### Filme
- 2005: Neo Ned
- 2005: Deserted (Kurzfilm)
- 2007: Next
- 2007: Mr. Blue Sky
- 2008: Get Smart
- 2009: Portal
- 2009: The Waterhole
- 2012: Ted
- 2015: Ted 2
- 2018: Tell Me Your Name

### Fernsehen
- 2004: The District – Einsatz in Washington (The District) (Serie, Folge 4x12 Breath of Life)
- 2005:	The Catch (Fernsehfilm)
- 2005: One on One (Serie, Folge 5x02 Money's Tight and So Are My Abs)
- 2006:	South of Nowhere (Serie, Folge 2x05 Rules of Engagement)
- 2007:	How I Met Your Mother (Serie, Folge 2x18 Moving Day)
- 2007: Zeit der Sehnsucht (Days of Our Lives)
- 2007, 2008, 2012: Family Guy (Serie, 3 Folgen, Stimme)
- 2008: CSI: Vegas (CSI: Crime Scene Investigation) (Serie, 3 Folgen)
- 2010: Cougar Town (Serie, Folge 1x14 All the Wrong Reasons)
- 2012: Melissa & Joey (Serie, Folge 2x06 Breaking Up Is Hard to Do)
- 2012: Parks and Recreation (Serie, Folge 5x08 Pawnee Commons)
- 2018: Deadly Lessons (Fernsehfilm)